# Fordingbridge
Fordingbridge ist eine Town und größerer civil parish mit etwa 6000 Einwohnern im Bezirk New Forest in der Grafschaft Hampshire im Süden Englands am Avon. Der Name Fordingbridge zeigt auf, dass an die Stelle einer Furt eine Brücke errichtet wurde. Zum Ort gehören die Weiler Brookheath, Tinker's Cross und East Mills.

## Lage
Fordingbridge liegt etwa 150 Kilometer (Fahrtstrecke) südwestlich von London am westlichen Rand des ehemaligen königlichen Jagdreviers und heutigen New-Forest-Nationalparks. Sie befindet sich inmitten eines gedachten Dreiecks zwischen den Städten Southampton, Salisbury und Bournemouth. Die A338 road führt von Bournemouth durch Fordingbridge nach Salisbury.

## Geschichte
Im Domesday Book von 1085/1086 wird der Ort als Forde erwähnt. Eine erste Brücke soll bereits vor 1272 errichtet worden sein. Für dieses Jahr wurden Pontons zur Brückenreparatur in den Ort gebracht. Die noch erhaltene Brücke besteht aus sieben Steinbögen. Sie führte zu einer gewissen Bedeutung des Ortes. Ab dem 16. Jahrhundert wurden Textilien in Fordingbridge erzeugt.

## Sehenswürdigkeiten
- Die Pfarrkirche St Mary’s, ursprünglich aus dem 12. Jahrhundert, von 1220 bis 1240 nahezu gänzlich neu erbaut, Turm aus dem 15. Jahrhundert
- Steinbrücke

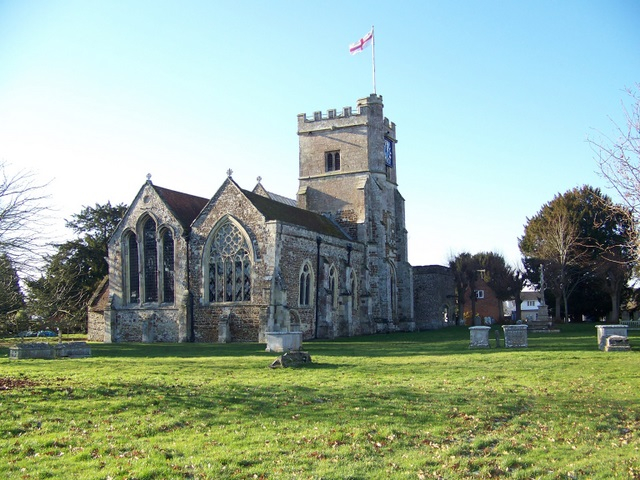
Marienkirche
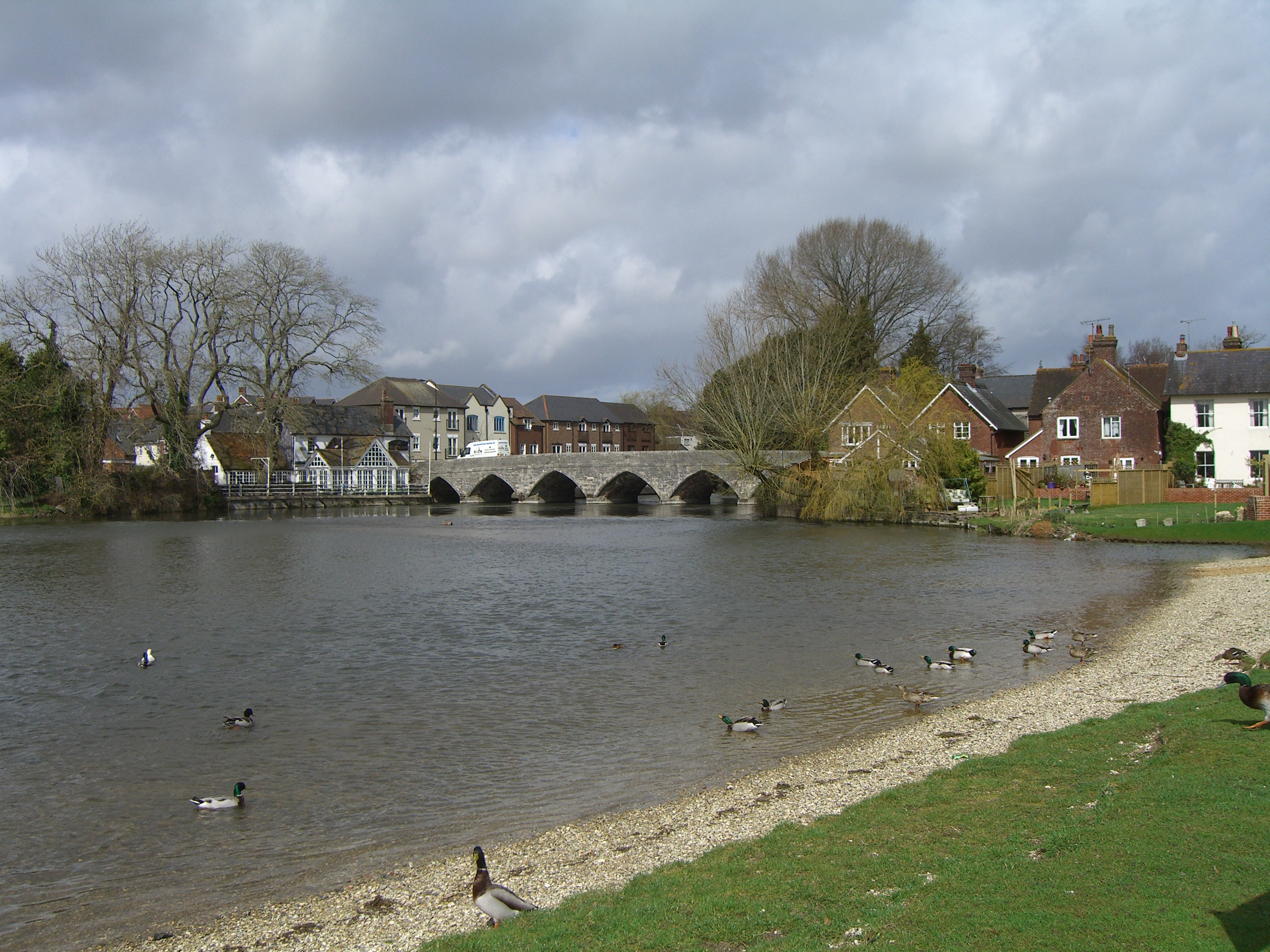
Steinbrücke
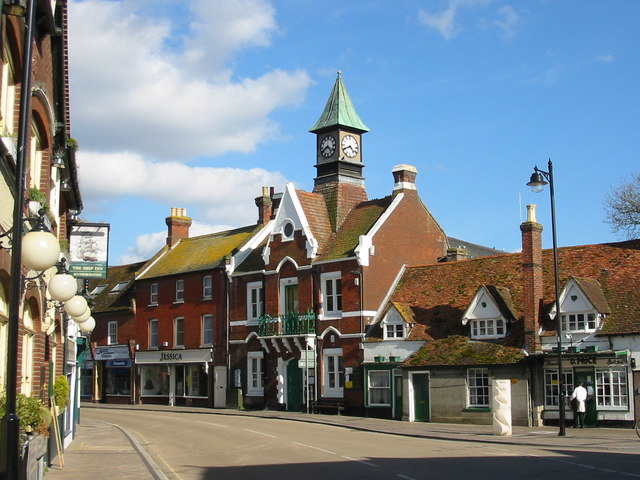
Rathaus

## Persönlichkeiten
- Augustus John (1878–1961), walisischer Maler, hier gestorben
- Albert Gladstone (1886–1967), Ruderer, hier gestorben
- Terence Frederick Mitchell (1919–2007), Sprachwissenschaftler, hier gestorben
- Neil McCarthy (1932–1985), Schauspieler, hier gestorben
- David Oakes (* 1983), Schauspieler, hier aufgewachsen

## Städtepartnerschaft
Mit der französischen Gemeinde Vimoutiers besteht eine Partnerschaft.

## Trivia
Eine Gedenkplatte erinnert an der St Mary’s Church an James Alexander Seton, der 1845 als letzter Brite in einem Duell getötet wurde.